# Lee Jong-hyun
Dans ce nom coréen, le nom de famille, Lee, précède le nom personnel.
Pour les articles homonymes, voir Lee.
Lee Jong Hyun (coréen : 이종현) né le 15 mai 1990 à Busan, est un chanteur et musicien sud-coréen, occasionnellement acteur. 
Il était un chanteur, guitariste et occasionnellement compositeur du boys band CN Blue, depuis 2009. Lee Jong Hyun a été le leader du groupe lors de leurs débuts au Japon, puis, en janvier 2010, après leur arrivée en Corée du Sud, c'est Jung Yong Hwa qui prend sa place.  En décembre 2013, il est appelé pour son service militaire.
Il quitte CN Blue en août 2019 à la suite du scandale du Burning Sun.

## Biographie

### Carrière musicale
Lee Jong Hyun a une sœur aînée. Il a vécu une partie de son enfance à Busan, mais à l'âge de quatre ans, ses parents décident de partir vivre au Japon. Quelque temps après, sa famille retourne vivre définitivement à Busan, où il a fini ses études au collège et au lycée. Lee rencontre Jung Yong Hwa à Séoul lorsqu’il rejoint la FNC Music, pour ensuite apprendre à jouer de la guitare basse à F&C Academy.
Lee Jong Hyun a composé plusieurs chansons, notamment pour son groupe, CN Blue. Comme il n'est plus le leader, on le considère actuellement comme le guitariste principal du boys band.

### Carrière d'acteur
En 2010 il décroche un rôle au cinéma, celui de Kim Seong Won dans le film à sketchs Acoustic, avec un de ses partenaires de CN Blue, Kang Min Hyuk, qui interprète son frère, Kim Hae Won, dans la seconde partie du film intitulée « Bakery Attack ». Le film est sorti le 28 octobre 2010 en Corée du Sud. Le long métrage raconte l'histoire de deux frères sans argent qui sont passionnés par la musique. Ils réussissent plus tard à entrer à l'Université de Hongik.
En 2012, il a l'occasion de jouer pour la première fois dans un drama sud-coréen de SBS, A Gentleman’s Dignity, avec Jang Dong-gun, interprétant le rôle de Collin Black, un étudiant américano-sud-coréen de 19 ans,.
En 2015, il obtient le rôle principal du drama Orange Marmalade avec Seolhyun, membre du girl group AOA.

## Filmographie
| Année | Compagnie    | Titre    | Rôle          |
| ----- | ------------ | -------- | ------------- |
| 2010  | Kino Eye/DMC | Acoustic | Kim Seong Won |

## Télévision

### Dramas
- 2012 : A Gentleman's Dignity ; Collin Black (SBS)
- 2015 : Orange Marmalade (오렌지 마말레이드) (SBS)
- 2017 : My only love song (NETFLIX)
- 2017 : Girls' Generation 1979 (KBS 2TV)[4]
- 2018 : That Man, Oh Soo[5]

### Shows TV
| Année | Titre               |
| ----- | ------------------- |
| 2011  | Mnet Director's Cut |

### Publicités
- 2010 : NII (été, Corée du Sud)
- 2010 : Holika Holika (Corée du Sud)
- 2010 : Sony Ericsson Xperia X10 (Corée du Sud)
- 2011 : Scotch Puree 10 Berry (Thaïlande)
- 2011 : BangBang (Corée du Sud)
- 2011 : Suit House (Corée du Sud)
- 2012 : Samsung Galaxy Note 10.1 (Corée du Sud)
- 2012 : T.G.I. Friday's (Corée du Sud)
- 2012 : CJ Olive Young (Corée du Sud)